# اگر لوسی سقوط می‌کرد
اگر لوسی سقوط می‌کرد (به انگلیسی: If Lucy Fell) فیلمی است محصول سال ۱۹۹۶ و به کارگردانی اریک شفر است. در این فیلم بازیگرانی همچون سارا جسیکا پارکر، اریک شفر، بن استیلر، الی مک‌فرسن و اسکارلت جوهانسون ایفای نقش کرده‌اند.